# ە
E ‹ ە › est une lettre additionnelle de l’alphabet arabe qui est utilisée dans l’écriture du kazakh, du kirghiz du Xinjiang, du Pakistan et d’Afghanistan, de l’ouïghour, de l’ouzbek d’Afghanistan, du turkmène d’Iran et d’Afghanistan, et d’autres langues d’Asie centrale, ainsi que dans l’écriture du kurde sorani.

## Utilisation
En kurde sorani, ‹ ە › (avec la forme isolée ‹ ئە ›, la forme initiale ‹ ە › et la forme médiane ‹ ـە ›) représente une voyelle mi-ouverte antérieure non arrondie /ɛ/, par exemple dans le mot ‹ سەر › (« tête »).

## Représentations informatiques
Le e arabe peut être représenté avec les caractères Unicode (arabe) suivants :
| lettres | représentations | chaînes de caractères | points de code | descriptions     | note                                                   |
| ------- | --------------- | --------------------- | -------------- | ---------------- | ------------------------------------------------------ |
| lettre  | ە               | ە                     | U+06D5         | lettre arabe e   |                                                        |
| lettre  | ه               | ه                     | U+0647         | lettre arabe heh | suivi par l’antiliant sans chasse en position médiane. |